# Tour Machard

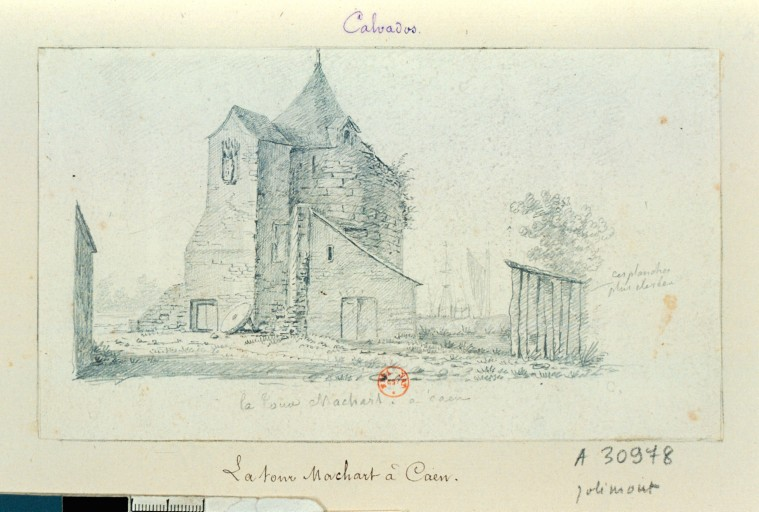
Tour Machart au début du 19e (François-Gabriel-Théodore Basset de Jolimont)

La tour Machard, appelée aussi tour au Massacre, est un ancien élément des fortifications de Caen.

## Origine du nom
La tour est connue sous plusieurs noms : tour Machard, au Maréchal ou du Massacre. Il s'agirait selon Pierre-Daniel Huet et Georges Huard d'une référence directe ou d'une déformation du nom de Renaud Machard, bailli de Caen de 1341 à 1353.

## Histoire
La tour aurait été construite vers 1350 quand l'île Saint-Jean est entourée d'une véritable muraille après le siège de 1346. Elle occupait l'angle sud-est de l'enceinte. Elle surplombait le confluent de la Petite Orne et du bief du moulin de l’Hôtel-Dieu. C’était la première tour que l'on rencontrait en remontant l'Orne pour entrer dans le port de Caen. Selon Pierre-Daniel Huet, une chaîne tendue entre la tour et la rive gauche de la rivière permettait d’arrêter les navires avant de leur faire payer les taxes avant d’accéder au port de Caen.
Au XVIIe siècle, la tour sert épisodiquement de prison.
Située au bout du terrain de l'Hôtel-Dieu, elle servait d'amphithéâtre à l’école de médecine au début du XIXe siècle. L’hôpital est transféré dans l'ancienne abbaye aux Dames en 1823. Dans le cadre de l'aménagement du quartier Singer, la tour est détruite en 1830 afin de percer la rue Neuve-du-Port et la place d'Armes. Des vestiges de cette tour furent en effet mis au jour en 1890 lors de creusement de canalisation dans la rue Neuve-du-Port.

## Architecture
C’était une tour circulaire à laquelle était adjointe une annexe rectangulaire. Une niche ornée d'une statue décorait ce petit bâtiment. Cette statue, dessinée par Georges Bouet en 1842, représentait un personnage vêtu d'une robe longue portant un manteau à capuchon sur les épaules et une épée à la ceinture. Selon François-Gabriel-Théodore Basset de Jolimont, c’était une représentation de la Vierge ou d'un saint protecteur. Selon Pierre-Daniel Huet et Georges Huard, il s'agissait plutôt de Renaud Machard.